# Władysław Matkowski
Władysław Matkowski ps. "Brzoza", "Wojciech" (ur. 28 marca 1922 w Warszawie, zm. 19 czerwca 2013) – polski działacz konspiracji niepodległościowej podczas II wojny światowej, kapral podchorąży AK, podpułkownik WP.
Był uczestnikiem wojny obronnej września 1939 r., w ramach Samodzielnej Grupy Operacyjnej „Polesie”. W konspiracji działał początkowo w ZWZ, a następnie w ramach VI Obwodu (Praga) Warszawskiego Okręgu AK - 2 Rejon. Podczas powstania warszawskiego żołnierz grupy eksploatacyjno-rekwizycyjna mjr. „Kilińskiego” – Okręgu Warszawskiego AK – Kwatermistrzostwo. Po wojnie absolwent Szkoły Nauk Politycznych (przed wojną Wyższa Szkoła Administracji i Dyplomacji). Pracownik Centrali Handlu Zagranicznego „Metaleksport”.

## Odznaczenia
- Krzyż Komandorski z Gwiazdą Orderu Odrodzenia Polski (2010)[1]
- Krzyż Walecznych
- Warszawski Krzyż Powstańczy